# Стаєве (Брянська область)
Стаєве (рос. Стаево) — присілок в Брянському районі Брянської області Російської Федерації.
Населення становить 283 особи. Входить до складу муніципального утворення Отрадненське сільське поселення.

## Історія
Від 2005 року входить до складу муніципального утворення Отрадненське сільське поселення.

## Населення
| 2010 | 2013 |
| ---- | ---- |
| 272  | ↗283 |